# Реґінальд Червонка
Реґінальд Червонка (пол. Reginald Czerwonka; у хрещенні Мартин; 4 листопада 1857, с. Ґродзісько-Дольне, Польща — 2 липня 1941, м. Чортків, нині Україна) — польський католицький діяч, слуга Божий католицької церкви, вбитий НКВС.

## Життєпис
Реґінальд Червонка народився 4 листопада 1857 року у селі Ґродзісько-Дольне (Польща).
Від 1875 року жив в Львові, по вул. Вірменській, 12, де на складі ковбасних виробів на вул. Галицькій, 1, працював слугою магазину. Власник складу, Адам Якубовський, видав йому хороше свідчення моралі. Пізніше працював у нього з 10 червня 1878 по 15 квітня 1884 року. Потім, з 15 квітня по 28 жовтня 1884 року, працював у наступному складі в цьому місті (вул. Театральна, 12) на чолі зі Станіславом Якубовським і Йозефом Янковським. Після смерті нареченої він вступив в проповідницький орден на брата-сотрудника. Першу чернечу обітницю прийняв 4 лютого 1891 року.
У 1896—1898 рр. перебував у Чорткові, в 1899—1901 рр. в Кабанові, в 1902—1903 рр. в Золотому Потоці, згодом переведений до Тернополя, до відвойованого Вятського монастиря. Наступні чотири роки, тобто з 1905 по 1909 р. знаходився в монастирі в Підкамені, а наступні в Богородчанах. У каталозі провінції Св. Джека в цьому селі значиться ще в 1914 році. У 1915—1916 роках не відомо, де він в цей час жив. Ймовірно, в 1915 році в Жовкві, де разом з настоятелем монастиря, о. Болеславом Холевкою, був захоплений росіянами. Після звільнення переїхав до Богородчан, де, як відомо з каталогів, пробув до 1920 р. Через відсутність каталогів 1921—1924 років невідомо, де він знаходився в той час. Тільки в 1925 році прослідковується у Кракові, де він міг би бути вже кілька років тому. Ймовірно, він провів ці п'ять років у монастирі Святої Тройці в Кракові. Наступні два роки провів у Золотому Потоці і Чорткові, потім, у 1929 році, він повернувся до монастиря в Золотому Потоці на шість років, де пробув до його ліквідації в 1935 році, а потім переїхав до монастиря в Єзуполі (Станіславський повіт). З 1937 року до своєї мученицької смерті в ніч на 1/2 липня 1941 року перебував в Чорткові.

### Беатифікаційний процес
Від 12 листопада 2006 року триває беатифікаційний процес прилучення бр. Реґінальда Червонку до лику блаженних.

## Відзнаки
25 грудня 1884 року був нагороджений орденом Станіслава Новаковського.